# A História de Três Amores
The Story of Three Loves (bra/prt: A História de Três Amores) é um filme norte-americano de 1953, do gênero drama romântico-fantástico-musical, dirigido por Gottfried Reinhardt e Vincente Minnelli e estrelado por Moira Shearer, James Mason, Leslie Caron, Farley Granger, Pier Angeli e Kirk Douglas.

## Sinopse
- "The Jealous Lover": Charles Coudray, diretor de balé, contrata a grande bailarina Paula Woodward para dar vida à sua obra-prima Astarte, mas Paula tem problemas cardíacos. Tragédia à vista.
- "Mademoiselle": Tommy está com doze anos e deseja ardentemente ser adulto. A Senhora Hazel Pennicott, que é uma bruxa, atende seu pedido, mas apenas por quatro horas. Tommy e sua tutora apaixonam-se nesse meio tempo.
- "Equilibrium": Pierre Narval, artista de circo, culpa a si mesmo pelo acidente que levou seu par à morte no trapézio. Quando livra a jovem Nina do suicídio, ele adquire nova vontade de viver e começa a ensinar a ela os segredos de seu ofício. Entretanto, ele se apaixona pela moça e já não está tão certo de que quer vê-la arriscar a vida.[5]

## Prêmios e indicações
| Prêmio     | Categoria                       | Recipientes | Situação |
| ---------- | ------------------------------- | --- | -------- |
| Oscar 1954 | Melhor direção de arte em cores | Cedric Gibbons, Preston Ames, Edward Carfagno, Gabriel Scognamillo, Edwin B. Willis, Keogh Gleason, Arthur Krams, Jack D. Moore | Indicado |

## Elenco
| Ator/Atriz       | Personagem                  | Episódio          |
| ---------------- | --------------------------- | ----------------- |
| Moira Shearer    | Paula Woodward              | The Jealous Lover |
| James Mason      | Charles Coutray             | The Jealous Lover |
| Agnes Moorehead  | Tia Lydia                   | The Jealous Lover |
| Ethel Barrymore  | Senhora Hazel Pennicott     | Mademoiselle      |
| Leslie Caron     | Mademoiselle                | Mademoiselle      |
| Farley Granger   | Thomas Clayton Campbell Jr. | Mademoiselle      |
| Ricky Nelson     | Tommy                       | Mademoiselle      |
| Zsa Zsa Gabor    | Garota no bar               | Mademoiselle      |
| Pier Angeli      | Nina Burkhardt              | Equilibrium       |
| Kirk Douglas     | Pierre Narval               | Equilibrium       |
| Richard Anderson | Marcel                      | Equilibrium       |

## Produção
O filme é composto por três episódios a respeito de passageiros de um transatlântico, contados em flashbacks. O primeiro é The Jealous Lover, dirigido por Gottfried Reinhardt e estrelado por Moira Shearer e James Mason; o segundo, Mademoiselle, tem Vincente Minnelli na direção e Leslie Caron e Farley Granger nos papéis principais; o terceiro, também dirigido por Reinhardt, intitula-se Equilibrium e é estrelado por Kirk Douglas e Pier Angeli.
A composição "Rapsódia Sobre um Tema de Paganini", de Sergei Rachmaninoff, pode ser ouvida na trilha sonora, na interpretação do pianista Jakob Gimpel.
O filme não foi um grande sucesso de público.